# Kipili (Sikonge)
Kipili è una circoscrizione rurale (rural ward) della Tanzania situata nel distretto di Sikonge, regione di Tabora. Conta una popolazione di 20 197 abitanti (censimento 2012).